# Kinmount House

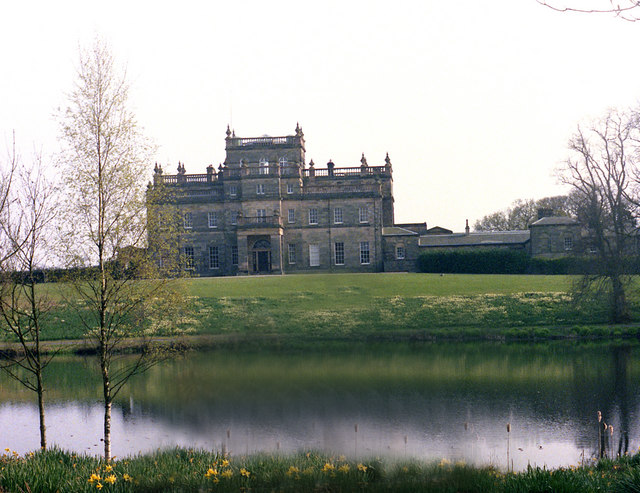
Kinmount House

Kinmount House, auch Kinmount Castle, ist ein Herrenhaus nahe der schottischen Ortschaft Cummertrees in der Council Area Dumfries and Galloway. 1971 wurde das Bauwerk in die schottischen Denkmallisten in der höchsten Denkmalkategorie A aufgenommen. Des Weiteren sind die umgebenden Gärten und Parkanlagen im schottischen Register für Landschaftsgärten verzeichnet.

## Geschichte
Im frühen 13. Jahrhundert sicherte William de Brus der Familie Carlyle die Ländereien von Kinmount zu. Zu einem nicht näher bekannten Zeitpunkt entstand dort ein Gebäude. William Douglas erwarb das Anwesen im Jahre 1633 und wurde im selben Jahr zum ersten Earl of Queensberry erhoben. William Douglas, der dritte Earl of Queensberry, wurde zum Duke of Queensberry erhoben. Unter William Douglas, 4. Duke of Queensberry wurden die Parkanlagen entwickelt. William Douglas verstarb 1810 ohne Nachkommen. Kinmount House fiel an Charles Douglas, den vierten Duke of Buccleuch, der daraufhin als sechster Marquess of Queensberry eingesetzt wurde. Dieser beauftragte den englischen Architekten Robert Smirke mit der Errichtung des heutigen Herrenhauses, das zwischen 1813 und 1820 entstand. William Burn führte die Arbeiten aus. Im Jahre 1896 veräußerte John Sholto Douglas, 9. Marquess of Queensberry das Anwesen an den Eigentümer des nahegelegenen Hoddom Castle. Dieser veranlasste verschiedene Umgestaltungen, wodurch der heutige Charakter entstand. In beiden Weltkriegen diente Kinmount House als Krankenhaus. In den 1980er Jahren wechselte das Anwesen zweimal den Besitzer. Kinmount House wurde anschließend in separate Einheiten untergliedert und als Ferienwohnung vermietet.

## Beschreibung
Das Gebäude liegt isoliert auf einem weitläufigen Anwesen rund zwei Kilometer nördlich der Ortschaft Cummertrees. Das georgianisch gestaltete, zwei- bis dreistöckige Herrenhaus weist einen länglichen Grundriss auf. Der mittige dreistöckige Turm dominiert die nordexponierte Frontseite. Der zentrale Eingangsbereich ist mit Porte-cochère mit Pilastern gestaltet. Entlang der Fassaden sind zwölf- oder neunteilige Sprossenfenster angeordnet. Umlaufende, um 1900 hinzugefügte Balustraden verdecken das dahinterliegende Dach.